# Nathan Divinsky
Nathan Joseph Harry Divinsky (29 de octubre de 1925-17 de junio de 2012) fue un matemático canadiense, profesor universitario, maestro de ajedrez, escritor de ajedrez y funcionario de ajedrez. Divinsky también era conocido por ser el exmarido de la 19.ª primera ministra de Canadá, Kim Campbell. Divinsky y Campbell estuvieron casados de 1972 a 1983.
Nació en Winnipeg, Manitoba, en 1925, y fue contemporáneo y amigo del gran maestro y abogado canadiense Daniel Yanofsky. Divinsky recibió una Licenciatura en Ciencias de la Universidad de Manitoba en 1946. Recibió una Maestría en Ciencias en 1947, y un Doctorado en Matemáticas con A. A. Albert en 1950 de la Universidad de Chicago, después de lo cual regresó a Winnipeg y formó parte del personal del Departamento de Matemáticas de la Universidad de Manitoba durante la mayor parte de los años 50. Divinsky se trasladó entonces a Vancouver donde sirvió como profesor de matemáticas, y también como asistente del decano de ciencias, en la Universidad de British Columbia en Vancouver, donde pasó el resto de su carrera profesional.
Apareció en muchos segmentos relacionados con las matemáticas y el ajedrez en el programa de Discovery Channel Canadá, ahora llamado Daily Planet. Durante las dos primeras temporadas del programa, presentó un segmento de concurso semanal enfatizando los rompecabezas matemáticos.
Divinsky sirvió en el Consejo Escolar de Vancouver, de 1974 a 1980, y fue el presidente de 1978 a 1980. Sirvió como concejal en el consejo de la ciudad de Vancouver de 1981-82.

## La vida del ajedrez
Divinsky aprendió su primer ajedrez de adolescente en el Club Judío de Ajedrez de Winnipeg, junto con Yanofsky. Empató en los puestos 3 y 4 del Campeonato Canadiense de Ajedrez Cerrado, celebrado en Saskatoon 1945, con 9,5/12, junto con John Belson; los ganadores conjuntos fueron Yanofsky y Frank Yerhoff con 10,5/12. En el Campeonato Canadiense Cerrado de Ajedrez de 1951, celebrado en Vancouver, Divinsky anotó 6/12 para empatar en 5.º-7.º lugar. Ganó el Campeonato de Manitoba en 1946 y 1952, y terminó subcampeón en 1945. Empató en el primer lugar en el Abierto de Manitoba de 1959. Divinsky anotó 7,5/11 en Bognor Regis 1966, terminando en un empate para 7-13 lugares.
Representó a Canadá dos veces en las Olimpiadas de Ajedrez, en 1954 en Ámsterdam (segundo tablero de reserva, 0,5/1) y en 1966 en La Habana (segundo tablero de reserva, 4,5/8). Divinsky fue capitán de juego de ambos equipos y fue el capitán no jugador del equipo olímpico canadiense de 1988. Divinsky alcanzó el nivel de juego de Maestro Nacional en Canadá, y recibió a través de la Asociación de Ajedrez de la Mancomunidad (fundada por el Gran Maestro inglés Raymond Keene) el título honorífico de Maestro Internacional (aunque no recibió este título oficialmente de la FIDE, la Federación Mundial de Ajedrez).
Divinsky fue también un Maestro de la Vida en el Puente desde 1972.
Divinsky sirvió durante 15 años, de 1959 a 1974, como editor de la revista Canadian Chess Chat, y contribuyó ocasionalmente a otras revistas de ajedrez canadienses. Desempeñó un papel importante en la organización del ajedrez en el Canadá a partir del decenio de 1950. Fue el primer representante del Canadá ante la FIDE (Federación Mundial de Ajedrez), de 1987 a 1994, y volvió a ocupar ese puesto en 2007. Durante ambos mandatos, fue miembro de la Asamblea General de la FIDE, ya que el Canadá es una zona de la FIDE. Es miembro del Salón de la Fama del Ajedrez del Canadá, fue Presidente de la Federación de Ajedrez del Canadá en 1954 y fue gobernador vitalicio del Fondo Común para los Productos Básicos.
Ha escrito varios libros sobre el ajedrez . El historiador de ajedrez Edward Winter, en una reseña de 1992, fue muy crítico de la Enciclopedia de Ajedrez de Batsford de Divinsky, llamándola "Una Enciclopedia Catastrófica". Winter en 2008 la seleccionó como uno de los cinco peores libros de ajedrez en inglés de las dos últimas décadas. La revisión de Winter en 1989 del libro de Divinsky y Raymond Keene Guerreros de la Mente también fue negativa. En este libro, los autores compararon grandes campeones de ajedrez a lo largo de la historia utilizando un tratamiento matemático avanzado; aunque necesariamente imperfecto debido a la evolución generacional en el ajedrez, fue de hecho el trabajo pionero en este campo.

## La familia, y el matrimonio con Kim Campbell
Divinsky se casó tres veces. Tenía tres hijas de su primer matrimonio: Judy, Pamela y Mimi. Divinsky conoció a Kim Campbell, 22 años más joven, mientras ella era estudiante de la Universidad de British Columbia a finales de los 60. Su relación continuó mientras Campbell hacía trabajos de postgrado en la Escuela de Economía de Londres, y los dos se casaron en 1972. Fue el segundo matrimonio de él y el primero de ella. Divinsky fue una fuerte influencia para interesar a Campbell en la actividad política. Los dos se divorciaron en 1983, pero se mantuvieron en buenos términos. Su matrimonio no produjo ningún hijo. Él murió, a la edad de 86 años, en Vancouver, sobrevivió por su tercera esposa Marilyn Goldstone.